# Élections constituantes de 1945 dans la Loire
Les élections constituantes françaises de 1945 se déroulent le 21 octobre.

## Mode de scrutin
Les députés sont élus selon le système de représentation proportionnelle suivant la règle de la plus forte moyenne dans le département, sans panachage ni vote préférentiel. Il y a 586 sièges à pourvoir.
Dans le département des Loire, sept députés sont à élire.

## Élus
Les sept députés élus sont : 
| Identité              | Parti | Parti          |
| --------------------- | ----- | -------------- |
| Georges Bidault       |       | MRP            |
| Claude Mont           |       | MRP            |
| Barthélémy Ott        |       | MRP            |
| Claudius Mounier      |       | MRP            |
| Marius Patinaud       |       | PCF            |
| Denise Bastide        |       | PCF            |
| Eugène Claudius-Petit |       | JR (aff. UDSR) |

## Résultats

### Résultats à l'échelle du département
| Parti    | Parti                                            | Tête de liste         | Résultats | Résultats | Sièges | Sièges |
| Parti    | Parti                                            | Tête de liste         | Voix      | %         |        |        |
| -------- | ------------------------------------------------ | --------------------- | --------- | --------- | ------ | ------ |
|          | Mouvement républicain populaire                  | Georges Bidault       | 128 604   | 43,14     | 4      |        |
|          | Parti communiste français                        | Marius Patinaud       | 88 900    | 29,82     | 2      |        |
|          | Union démocratique (SFIO-LMN)                    | Eugène Claudius-Petit | 44 593    | 14,96     | 1      |        |
|          | Union des républicains (FR)                      | Robert Pimienta       | 14 250    | 4,78      | -      |        |
|          | Parti républicain, radical et radical-socialiste | Henry Corsin          | 13 599    | 4,56      | -      |        |
|          | Résistance                                       | Dora Rivière          | 8 188     | 2,75      | -      |        |
|          |                                                  |                       |           |           |        |        |
| Inscrits | Inscrits                                         | Inscrits              | 382 485   | 100,00    | 7      |        |
| Votants  | Votants                                          | Votants               | 305 345   | 79,83     |        |        |
| Votants  | Votants                                          | Votants               | 7 211     | 2,36      |        |        |
| Exprimés | Exprimés                                         | Exprimés              | 298 134   | 97,64     |        |        |